# Покровка (Мамонтовський район)
Покро́вка (рос. Покровка) — село у складі Мамонтовського району Алтайського краю, Росія. Адміністративний центр Покровської сільської ради.

## Населення
Населення — 1011 осіб (2010; 1110 у 2002).
Національний склад (станом на 2002 рік):
- росіяни — 92 %